# Естонія під час Другої світової війни

## Передвоєнна ситуація
Прибалтійські країни, після досвіду Мюнхена, не вірили, що Велика Британія та Франція реально виконають свої зобов'язання з їх захисту в разі німецької агресії. Тому уряди Естонії, Латвії та Фінляндії заявили, що будь-яку гарантію, дану без їхнього прохання, будуть розглядати як акт агресії, після чого поспішили укласти пакти про ненапад з Німеччиною (7 червня). При цьому, Німеччина не лише обіцяла не нападати на прибалтійські країни, але і гарантувала допомогу в разі агресії СРСР. Це викликало у прибалтійських урядів відчуття безпеки.. Високопоставлені німецькі військові (Франц Гальдер та Вільгельм Канаріс) відвідали балтійські країни і вели там переговори про військове співробітництво. За повідомленням німецького посланника в Таллінні, начальник штабу естонської армії Рек заявляв йому, що Естонія може сприяти Німеччини у встановленні контролю над Балтійським морем, у тому числі в мінуванні Фінської затоки проти радянських військових кораблів.
23 серпня 1939 був підписаний договір про ненапад між Німеччиною та СРСР. Згідно з секретними додатковим протоколам до договору, Естонія, Латвія, Фінляндія і схід Польщі були включені в радянську сферу інтересів.

## Початок Другої світової війни

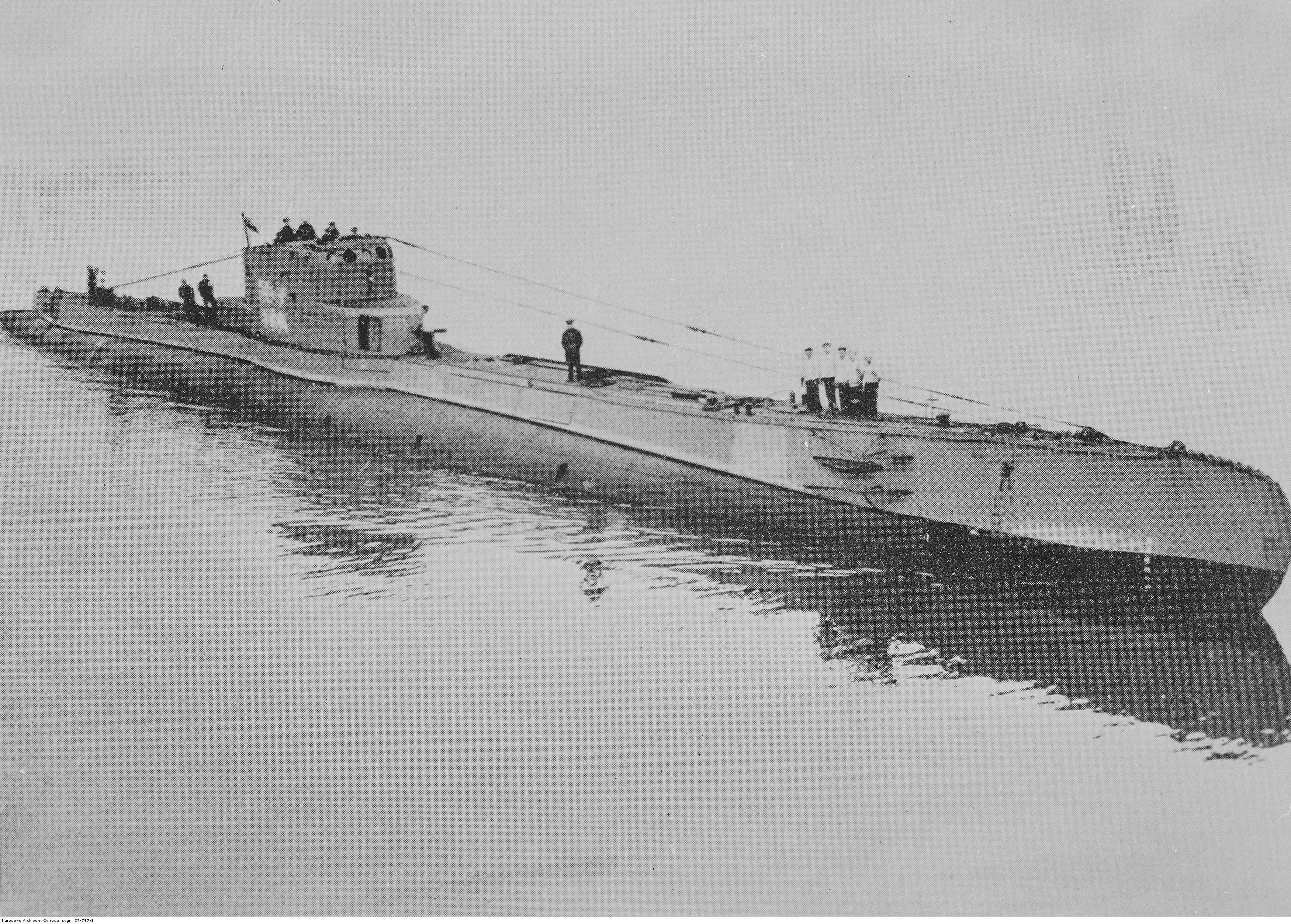
Польський підводний човен «Орел»

1 вересня 1939 року німецька армія вторглася до Польщі, почалася Друга світова війна. Відповідно до плану, польський підводний човен «Орел» з початком війни вийшов на патрулювання в призначений район Балтійського моря. Після захоплення німцями військово-морської бази Хель «Орел» не міг повернутися назад, і отримав наказ йти в будь нейтральний порт та інтернуватися. Капітан вирішив вести човен в Таллінн. 14 вересня човен отримав дозвіл пришвартуватися на рейді Пайсаар. Однак опівночі 18 вересня екіпаж захопив човен, зв'язавши естонських вартових, після чого повів його в Велику Британію. Радянський Союз заявив, що Естонія порушила нейтралітет, надавши притулок та допомогу польському підводному човну. 19 вересня Молотов В'ячеслав Михайлович від особи радянського керівництва поклав відповідальність за цю подію на Естонію, заявивши, що Балтійському флоту поставлено завдання відшукати підводний човен, оскільки він може загрожувати радянському судноплавству. Це призвело до фактичного встановлення морської блокади естонського узбережжя.
24 вересня для підписання договору про торгівлю в Москву прибув міністр закордонних справ Естонії К. Сельтер. Після обговорення економічних проблем Молотов перейшов до проблем взаємної безпеки та запропонував «укласти військовий союз або договір про взаємну допомогу, який разом з тим забезпечував би Радянському Союзу право мати на території Естонії опорні пункти або бази для флоту та авіації ». Сельтер спробував ухилитися від обговорення, посилаючись на нейтралітет, але Молотов заявив, що «Радянському Союзу потрібно розширення системи своєї безпеки, для чого йому необхідний вихід у Балтійське море. Якщо Ви не побажаєте укласти з нами пакт про взаємодопомогу, то нам доведеться шукати для гарантування своєї безпеки інші шляхи, можливо, крутіші, можливо, складніші. Прошу Вас, не примушуйте нас застосовувати силу щодо Естонії».
В умовах, коли Латвія та Фінляндія відмовилися надати Естонії підтримку, Англія та Франція (перебували в стані війни з Німеччиною) не в змозі були її надати, а Третій рейх рекомендував прийняти радянську пропозицію, естонський уряд пішов на переговори в Москві, в результаті яких 28 вересня 1939 р. був укладений Пакт про взаємодопомогу, що передбачав створення на території Естонії радянських військових баз і розміщення на них радянського контингенту чисельністю до 25 тисяч осіб
28 вересня 1939 року в Москві Ріббентроп серед іншого підписав особливий протокол, в якому містилися зобов'язання радянської сторони не перешкоджати виїзду в Німеччину громадян рейху та осіб німецького походження з територій радянської сфери інтересів, а також вивезення їх майна. З Естонії в Німеччину виїхало від 12 до 18 тисяч балтійських німців.
Відповідно до радянсько-естонського договору, Естонія забезпечувала СРСР право мати на островах Сааремаа, Хіюмаа та в місті Палдіскі бази військово-морського флоту з обмеженим контингентом персоналу. Бази ці здавалися в оренду. Межі баз, їх точна дислокація, чисельність військ та ціна оренди передбачалися окремою угодою. Оскільки ділянки, що відводяться під бази та аеродроми, залишалися територією Естонської республіки, то ці бази не порушували естонського суверенітету.

## Радянська окупація
З початком радянсько-фінської війни в прибалтійських країнах відбулася різка поляризація політичних сил: преса та діячі правих партій стали пропагувати ідеї «захисту свободи та незалежності від російських завойовників». Активізувалася Балтійська Антанта, яка до підписання пактів з СРСР не збиралася майже рік, а лише з грудня 1939 по березень 1940 років відбулися вже дві її конференції, таємно намічаючи способи боротьби проти зростаючого впливу СРСР в Прибалтиці.

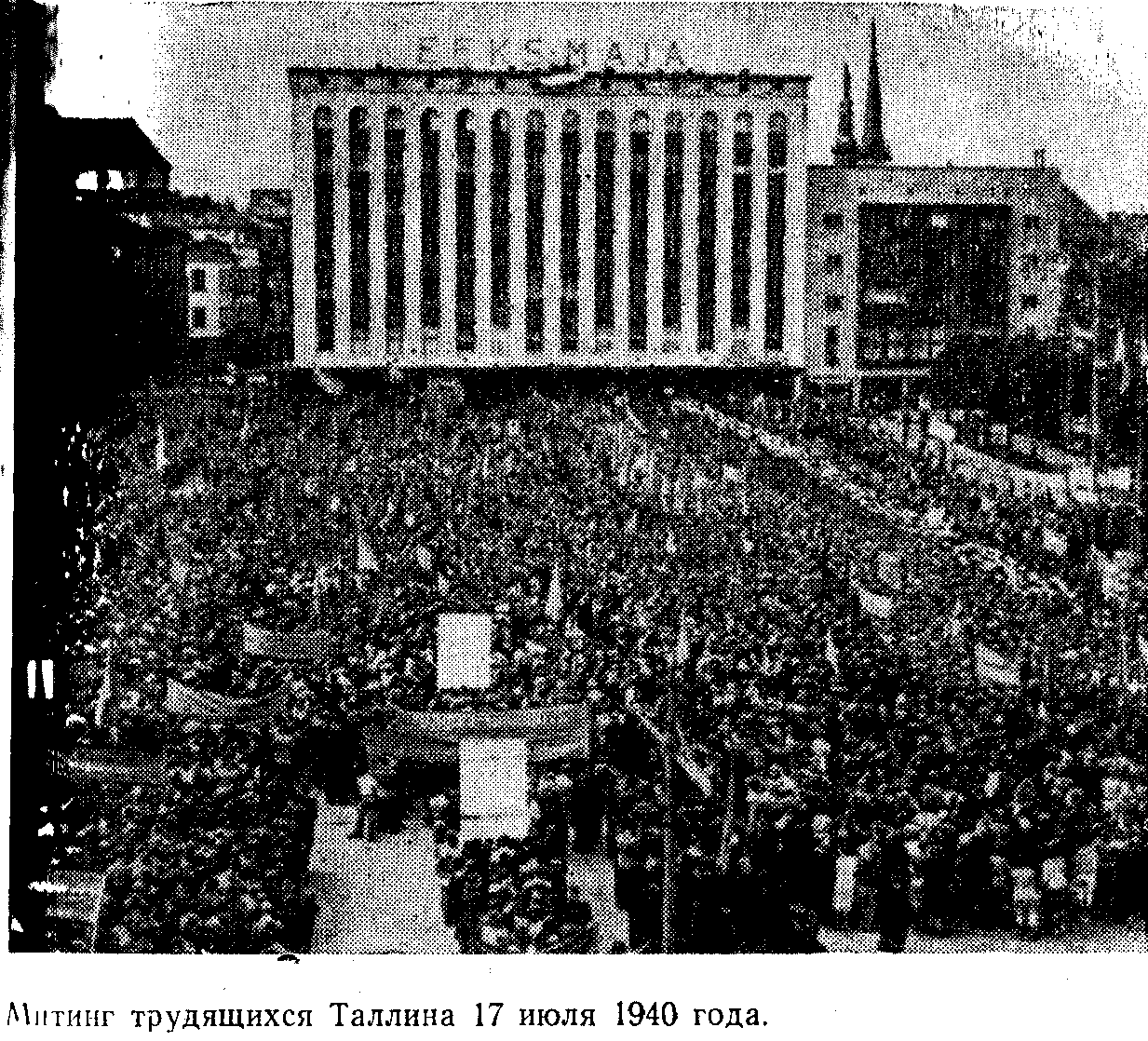
Мітинг трудящих Таллінна 17 липня 1940 року

16 червня 1940 року уряд СРСР пред'явив Естонії ультиматум у якому, звинувативши його в змові проти СРСР, зажадав створення такого уряду, який був би здатний не лише чесно виконувати договір про взаємодопомогу, але й активно боротися за його існування. 17 червня капітулювала Франція, і Естонія, усвідомлюючи, що за неї на міжнародній арені ніхто заступатися не буде, прийняла радянський ультиматум. Естонський уряд було розпущено, а натомість 21 червня був утворений «народний уряд» на чолі з І. Варесом-Барбарусом. Новий уряд розпочав роззброювати населення та воєнізовані організації.
У липні 1940 року були проведені вибори у II Державну думу Естонії, в яких взяло участь 591.030 виборців (84,1% від загального числа). За «Союз трудового народу» Естонії проголосувало 548.631 осіб (92,8%).
I сесія Державної думи нового скликання відкрилася в Таллінні 21 липня 1940 року. На ній була проголошена Естонська Радянська Соціалістична Республіка. Наступного дня була прийнята Декларація про вступ Естонії в СРСР. 3-5 серпня 1940 року на VII сесії Верховної Ради СРСР було ухвалено рішення про входження Латвії, Литви та Естонії до складу Радянського Союзу.

### Радянський терор
Радянська влада, отримавши контроль над Естонією, швидко почала викорінення будь-якого потенційного спротиву. У перший рік радянської окупації (1940–1941) понад 8000 чоловік, у тому числі більшість провідних політиків країни і офіцерів, були заарештовані. Близько 2200 із заарештованих були страчені в Естонії, в той час як більшість інших були переміщені в табори в Росії.
19 липня 1940 головнокомандувач естонської армії Йохан Лайдонер був захоплений НКВС і депортований разом зі своєю дружиною в місто Пенза. Лайдонер помер в тюремному таборі у Володимирі, 13 березня 1953 року. Президент Естонії, Костянтин Пятс був заарештований і депортований в Уфу, Росія 30 липня, він помер в психіатричній лікарні в Калініні (нині Твер) в Росії 1956 року. 800 естонських офіцерів, тобто близько половини від загального числа були страчені, арештовані або загинули від голоду в таборах.
Масова депортація була ще однією ключовою зброєю радянського контролю. Навесні 1941 року були видані «Інструкції Сєрова» «Про порядок проведення депортації антирадянських елементів з Литви, Латвії та Естонії». Цей наказ був виконано 14 червня 1941, коли масові депортації відбувалися одночасно у всіх трьох країнах Балтії, майже 10 тисяч естонців було депортовано всього за пару днів. Насильницького призов в Червону Армію почався після нападу Німеччини на Радянський Союз 22 червня 1941 року, але естонські призовників були незабаром визнані ненадійними і призначений в «трудовомі батальйони». З 33 000 естонських військовослужбовців строкової служби, понад 10.000 загинули в цих нелюдських умовах через хвороби, голод і холод.

## Доля моряків естонців
Коли Естонія була проголошена радянською республікою, команди 42 естонських судів в іноземних водах відмовився повертатися на батьківщину (близько 40% естонського довоєнного флоту). Ці кораблі були реквізовані британськими силами і були використані в Атлантиці для охорони конвоїв. Під час війни, приблизно 1000 естонських моряків служили у британському торговому флоті, 200 з них як офіцери. Невелика кількість естонців служили в Royal Air Force в Британській армії і в Армії США, в цілому не більше двох сотень.

## Початок Німецько-радянської війни
З початком німецько радянської війни війська 18-ї Армії німецької групи армій «Північ» 5 серпня вийшли на далекі підступи до Таллінна. Наступ 26-го армійського корпуси призвів до розсічення військ радянської 8-ї армії надвоє. 7 серпня німецька 254-я піхотна дивізія вийшла до узбережжя Фінської затоки східніше Таллінна, перерізавши залізничну та шосейну дорогу Ленінград-Таллінн. 10-й стрілецький корпус відійшов у район Талліна, а 11-й стрілецький корпус — в район північніше Чудського озера. Після виходу до моря 26-й армійський корпус став розвивати наступ на Нарву 93-ї та 291-ї піхотними дивізіями, а 254-я піхотна дивізія розгорнулася на 180 градусів та попрямувала до Таллінну. Облога Талліна, що тривала до кінця серпня скувала велике угруповання німецьких військ, зробивши істотний вплив на бойові дії на ленінградському стратегічному напрямку. 26-30 серпня Балтійський флот, зробивши прорив через виставлене німцями мінне загородження, евакуював 10-й стрілецький корпус з Таллінна в Ленінград. На Моонзундських островах радянські війська продовжували оборонятися до кінця листопада; з аеродромів на островах архіпелагу здійснювались бомбардування Берліна.

## Німецька окупація
Більшість естонців зустріли німців з радістю і сподіваннями на відновлення незалежності. У південній Естонії були створені естонські адміністрації на чолі з Юрі Улуотс. В Тарту була створена Координаційна Рада, як тільки Радянські війська відступили і, перш ніж прибули німецькі війська. Німецькі війська просувались відносно повільно і це дозволило близько 12.000 естонським «Лісовим Братам» організуватись в невеликі загони. «Лісові брати» атакували радянські гарнізони, змушуючи частини Червоної Армії відступати в Латвію, звільняли міста та села, брали під контроль ключові об'єкти. Але незабаром німці розігнали тимчасовий уряд і Естонія стала генеральною округою у складі Райхскомісаріату Остланд. Була створена Поліція безпеки (Sicherheitspolizei) під керівництвом Айн-Ервін Мере.
Початковий ентузіазм, який супроводжував звільнення від радянської окупації швидко ослаб в результаті німці мали обмежений успіх у вербуванні добровольців. Набір добровольців розпочали 1942 року, внаслідок чого 3400 осіб втекли до Фінляндії, щоб битися у фінській армії, а не приєднуватись до німців. Фінський піхотний полк 200 (естонською: soomepoisid) був сформований з естонських добровольців, які втекли в 1943–1944 рр. від примусової мобілізації в німецькі війська. Підрозділ боролися з Червоною Армією на Карельському фронті
У червні 1942 року політичні лідери Естонії, які пережили радянські репресії провели зустріч приховані від окупаційної влади в Естонії, де були обговорені питання формування підпільного естонського уряду і можливості для збереження безперервності республіки.
6 січня 1943 було проведено нараду в естонській іноземній делегації в Стокгольмі. З метою збереження правового продовження Естонської Республіки, було вирішено, що останній обраний згідно з контитуцією прем'єр-міністром, Юрі Улуотс, повинен продовжувати виконувати свої обов'язки.
У червні 1944 року — виборча асамблея Республіки Естонії зібралася в таємниці від окупаційної влади в Таллінні і призначила Улуотса прем'єр-міністром з обов'язками президента. 21 червня — Юрі Улуотс призначив Отто Тіфа, заступником прем'єр-міністра.
Коли перемога союзників над Німеччиною стає безсумнівною 1944 року, єдина можливість зберегти незалежність Естонії полягала, в запобіганні новому радянському вторгненню в Естонію до капітуляції Німеччини. В Естонії прем'єр-міністр Улуотс змінив свою позицію щодо мобілізації в лютому 1944 року, коли Радянська Армія підійшла до естонського кордону. У той час естонські підрозділи під німецьким контролем налічували 14.000 осіб. Розраховуючи на поразку німців, Улуотс вважає за необхідне мати велику кількість озброєних естонців, за допомогою будь-яких засобів …. Улуотс навіть звернувся до естонців через контрольоване німцями: естонські війська на естонському ґрунті мають «значення набагато ширше, ніж те, що я міг би розкрити тут». Народ зрозумів: 38 000 зареєструвалися добровольцями. Шість прикордонних полків були сформовані на чолі з естонськими офіцерами, і дивізія СС отримала підкріплення, внаслідок чого загальне особовий склад естонських підрозділів зріс до 50 000 — 60 000 осіб. За весь період принаймні 70 000 естонців вступили у німецьку армію, і понад 10.000, можливо, загинули у військових діях. Близько 10.000 залишились на Заході після закінчення війни.

## Військові дії 1944 року
2 лютого — 10 серпня 1944  відбулась Битва за Нарву (1944) — серія битв та боїв на північному фланзі Східного фронту Другої світової війни між військами Ленінградського фронту та армійською групою «Нарва» за оволодіння стратегічно важливим Нарвським перешийком.
Кампанія проходила в північній частині Східного фронту і складалася з двох основних етапів: Битва за плацдарм Нарва (з лютого по липень 1944) і битва за лінію «Танненберг» (липень-серпень 1944). В результаті проведення радянськими військами фронтових Кінгісеппсько-Гдовської та Нарвської наступальних операцій (15-28 лютого, 1-4 березня і 18-24 березня), що були частиною загального наступу Червоної армії в ході Зимової кампанії 1944, лінія фронту між німецькими та радянськими військами усталилася поблизу міста Нарва. На боці німецького Вермахту діяла значна кількість іноземних добровольців і місцевих естонських призовників, що брали участь у битві в складі німецьких військ. Таким чином естонський рух опору сподівався відтворити національну армію і відновити незалежність країни.

### Талліннська операція
17 вересня війська 2-ї ударної армії перейшли в наступ, форсували на своєму правому фланзі річку Емайигі та першого ж дня прорвали оборону противника на глибину до 18 км. Німецьке командування було змушено почати відводити оперативну групу «Нарва». 2 ударна армія та 8 армія, яка в ніч на 19 вересня перейшла в наступ почали переслідувати противника, наступаючи в західному та південно-західному напрямках. До кінця дня 20 вересня 8 армія, просунувшись на 70 км, заволоділа Раквере та з'єдналась на лівому фланзі з частинами 2-ї ударної армії.
18 вересня в Таллінні Національний комітет Естонської Республіки повторно проголосив незалежність Естонії.
21 вересня 8 ск пішов на Таллінн. Генерал-лейтенант Лембіт Перн сформував пересувну групу, яка вранці 22 вересня, пройшовши за добу понад 100 кілометрів, першою з боєм вступила до міста. Завдяки стрімкому просуванню, з'єднання естонського корпусу захопили в Таллінні 25 літаків, 185 гармат, 230 автомашин, а в порті — 15 морських суден, на яких перебували радянські військовополонені й цивільне населення, підготовлені до відправки до Німеччини. Того ж дня 8 ск із засобами посилення був переведений до складу 8 армії.
До того часу, як передові частини Ленінградського фронту прибули в Таллінн вранці 22 вересня, німецькі війська практично залишили місто, й вулиці були пустими. Уряду Естонії не вдалось зібрати значні сили, естонські підрозділи, що відступали на фронтах Нарви та Емайиґі, були розсіяні та змішались із німецькими загонами, що відступали до Латвії. Таким чином, уряд не мав значних сил для опору радянським військам, що оточили Таллінн. Практично єдиним формуванням була «Бойова група адмірала Пітка» на чолі з контр-адміралом Йоганом Піткою, яка, втім, була ним же розпущена через безнадійність опору. Юрі Улуотс, чинний президент Естонії, виїхав у Швецію. У подальші дні кілька бойових груп прибічників незалежності Естонії здійснили напади на радянські війська в округах Гар'юмаа та Ляене, але були відбиті.
24 вересня радянські війська зайняли Хаапсалу. 21-24 вересня Балтійський флот висадивши десанти в бухтах Кунда, Локса, Таллінн, заволодів островом Найссар (на північний захід від Таллінна) й Палдіскі. Сили флоту також перешкоджали евакуації німецьких військ морем. З'єднання 2-ї ударної армії 23 вересня захопили Пярну, вийшли до Ризької затоки та, просуваючись уздовж морського узбережжя на південь, до кінця 26 вересня, окупували всю Естонію, окрім островів, вступили на територію Латвії та з'єднались із військами сталінського 3-го Прибалтійського фронту, які вийшли на узбережжя.